# 당림미술관
당림미술관은 충청남도 아산시 소재의 사립 미술관이다.

## 연혁
- 1997년 6월 14일 개관.
- 2006년 당림미술관 문화학교 개설.